# Brabante Flamengo
Pronunciação
Brabante Flamengo (Vlaams Brabant em neerlandês, Brabant Flamand em francês, Flemish Brabant em inglês) é uma província da Bélgica, localizada na região de Flandres. Sua capital é a cidade de Leuven ou Lovaina. A província do Brabante Flamengo circunda completamente a região de Bruxelas-Capital.
Faz fronteira com as seguintes províncias (a partir do norte e no sentido horário): Antuérpia, Limburgo, Liège, Brabante Valão, Hainaut e Flandres Oriental.

## Municípios
A província está dividida em dois distritos administrativos ou arrondissements (em neerlandês arrondissementen) num total de 65 municipalidades.
| Distrito de Halle-Vilvoorde: | Distrito de Leuven: |
| - Affligem - Asse - Beersel - Bever - Dilbeek - Drogenbos - Galmaarden - Gooik - Grimbergen - Halle - Herne - Hoeilaart - Kampenhout - Kapelle-op-den-Bos - Kraainem - Lennik - Liedekerke - Linkebeek - Londerzeel - Machelen - Meise - Merchtem - Opwijk - Overijse - Pepingen - Roosdaal - Sint-Genesius-Rode - Sint-Pieters-Leeuw - Steenokkerzeel - Ternat - Vilvoorde - Wemmel - Wezembeek-Oppem - Zaventem - Zemst | - Aarschot - Begijnendijk - Bekkevoort - Bertem - Bierbeek - Boortmeerbeek - Boutersem - Diest - Geetbets - Glabbeek - Haacht - Herent - Hoegaarden - Holsbeek - Huldenberg - Keerbergen - Kortenaken - Kortenberg - Landen - Lovaina (Leuven) - Linter - Lubbeek - Oud-Heverlee - Rotselaar - Scherpenheuvel-Zichem - Tervuren - Tielt-Winge - Tienen - Tremelo - Zoutleeuw |